# Cuatro Cantones (manzana)
Cuatro Cantones es el nombre de una variedad cultivar de manzano (Malus domestica). Esta manzana está cultivada en diversos viveros entre ellos algunos dedicados a conservación de árboles frutales en peligro de desaparición. Esta manzana es originaria de la  Provincia de Burgos  concretamente en Belorado la comarca de Montes de Oca, donde tuvo su mejor época de cultivo comercial anteriormente a la década de 1960, y actualmente en menor medida aún se encuentra.

## Sinónimos
- "Manzana Cuatro Cantones",[5]
- "Cuatro Cantones de Belorado",[7][8]

## Historia
'Cuatro Cantones' es una variedad de la Provincia de Burgos en Belorado situado próximo a La Rioja y en la falda de la Sierra de la Demanda, al pie de los Montes de Ayagola, comarca de Montes de Oca. El cultivo del manzano en Burgos en superficies importantes se remonta a principios del siglo XX sobre todo en la zona de Valle de las Caderechas con variedades de 'Reineta Grís de Canadá' y 'Reineta Blanca de Canadá', que actualmente se siguen cultivando con sello de Denominación de Origen. En otras zonas de Burgos las plantaciones originales se realizaron con variedades indígenas tal como 'Cuatro Cantones', 'Quintanamaría Amarilla', y otras.
'Cuatro Cantones' está considerada incluida en las variedades locales autóctonas muy antiguas, cuyo cultivo se centraba en comarcas muy definidas. Se caracterizaban por su buena adaptación a sus ecosistemas y podrían tener interés genético en virtud de su adaptación. Se encontraban diseminadas por todas las regiones fruteras españolas, aunque eran especialmente frecuentes en la España húmeda. Estas se podían clasificar en dos subgrupos: de mesa y de sidra (aunque algunas tenían aptitud mixta).
'Cuatro Cantones' es una variedad clasificada como de mesa, difundido su cultivo en el pasado por los viveros comerciales y cuyo cultivo en la actualidad se ha reducido a huertos familiares y jardines privados.

## Características
El manzano de la variedad 'Cuatro Cantones' tiene un vigor medio; florece a inicios de mayo; tubo del cáliz muy característico, de tamaño medio, y con los estambres insertos en su mitad, pistilo grueso y fuerte.
La variedad de manzana 'Cuatro Cantones' tiene un fruto de tamaño pequeño; forma esfero-cónica, marcadamente acostillada, y con contorno irregular; piel fuerte, brillo acharolado; con color de fondo verde blanquecino, sobre color ausente, acusa lenticelas abundantes, visible, de color claro, más denso en la zona del ojo, y una sensibilidad al "russeting" (pardeamiento áspero superficial que presentan algunas variedades) muy débil; pedúnculo corto o medio, leñoso, siendo la anchura de la cavidad peduncular medianamente amplia, y la profundidad de la cavidad pedúncular poco profunda, ensanchada desde el fondo, borde irregular, y con importancia del "russeting" en cavidad peduncular débil; anchura de la cavidad calicina amplia, profundidad de la cav. calicina poco profunda, fruncida, borde marcadamente ondulado formando señaladas protuberancias, y con importancia del "russeting" en cavidad calicina ausente; ojo abierto o semiabierto; sépalos grandes, triangulares y con las puntas vueltas hacia fuera.
Carne de color blanco-verdosa; textura semi-dura, jugosa; sabor característico de la variedad, acidulado y astringente; corazón pequeño, bulbiforme; eje cerrado o agrietado; celdas arriñonadas; semillas pequeñas, de punta roma.
La manzana 'Cuatro Cantones' tiene una época de maduración y recolección tardía en el otoño, se recolecta desde mediados de septiembre hasta principios de octubre. Se usa como manzana de mesa fresca.